# Oakland Raiders 2002

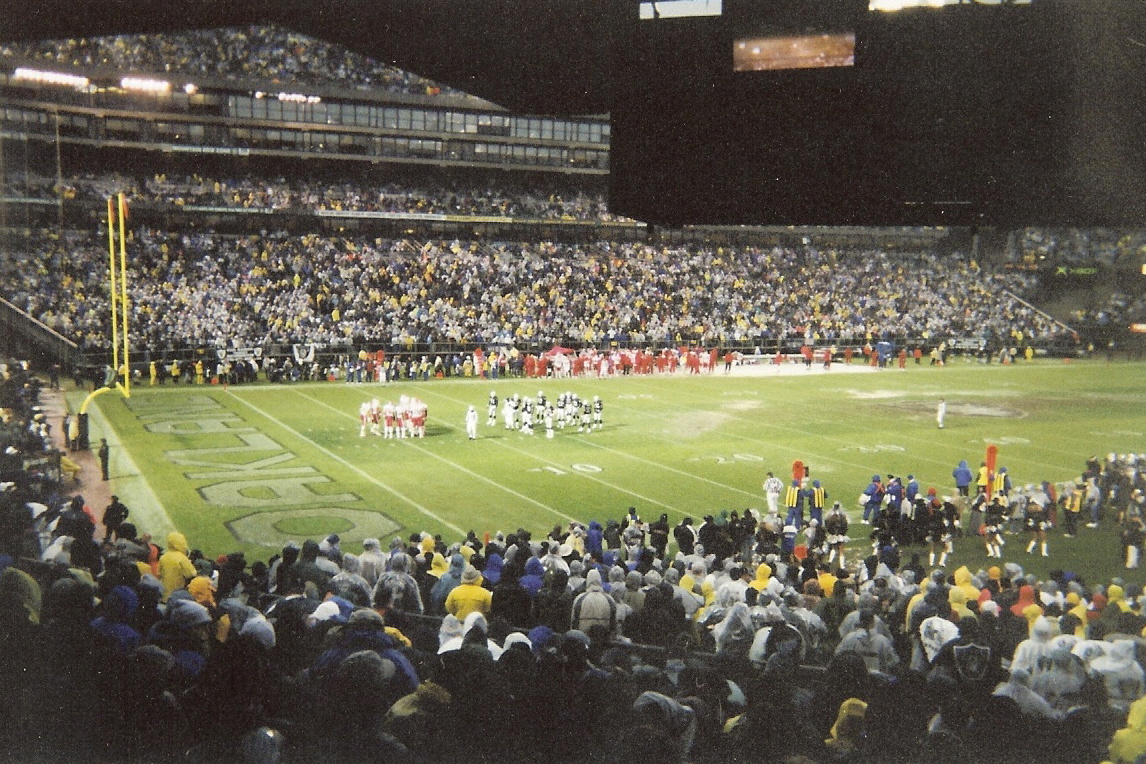
L'Oakland–Alameda County Coliseum durante la gara della settimana 17 tra Raiders e Kansas City

La stagione 2002 degli Oakland Raiders è stata la 32ª della franchigia nella National Football League, la 42ª complessiva. Prima dell'inizio della stagione, la squadra acquisì il wide receiver Jerry Rice come free agent. Come capo allenatore fu promosso il coordinatore offensivo Bill Callahan dopo che Jon Gruden era passato ai Tampa Bay Buccaneers.
Malgrado il loro talento, i Raiders faticarono nella prima metà della stagione. Dopo avere vinto tutte le prime 4 gare, la squadra ne perse consecutivamente altrettante. Questa si riprese però vincendone 7 delle ultime 8. Nel terzo quarto della vittoria per 26–20 nel Monday Night Football sui Jets, Tim Brown divenne il terzo giocatore della storia della NFL a raggiungere le 1.000 ricezioni in carriera. Con un record di 11-5 i Raiders vinsero la division per il terzo anno consecutivo e ottennero il vantaggio del fattore campo per tutti i playoff della AFC. Lì batterono i Jets e i Titans con un punteggio complessivo di 71–34, qualificandosi per il primo Super Bowl dal 1984. I loro avversari furono proprio i Tampa Bay Buccaneers dell'ex allenatore Gruden.
I Raiders arrivarono al Super Bowl XXXVII come leggeri favoriti: molti prevedevano un'intensa resa dei conti tra l'attacco di Oakland, primo nella lega, e la difesa di Tampa Bay, anch'essa prima della lega. Durante la sfida, tuttavia, le cose si misero al peggio per i Raiders: dopo essere passati in vantaggio con un field goal di Sebastian Janikowski, i Buccaneers risposero segnando 34 punti consecutivi. La difesa dei Bucs, aiutata dalla conoscenza pressoché perfetta dell'attacco avversario da parte di Gruden, intercettò Rich Gannon durante quella serie di punti. Molte volte, la safety John Lynch di Tampa Bay fu in grado di interpretare in anticipo gli schemi chiamati da Gannon. Oakland riuscì a riportarsi in seguito sul 34–21 nel quarto periodo ma altri due intercetti di Gannon, fresco del premio di MVP della NFL, portarono il finale sul 48-21 finale.
Gli anni successivi al Super Bowl portarono un netto declino ai Raiders, che non avrebbero più fatto ritorno ai playoff sino al 2016.

## Scelte nel Draft 2002
| Scelte dei Raiders nel Draft 2002 |        |                  |       |              |              |
| Giro                              | Scelta | Giocatore        | Ruolo | College      | Note         |
| 1                                 | 17     | Phillip Buchanon | CB    | Miami        | Da Atlanta   |
| 1                                 | 23     | Napoleon Harris  | LB    | Northwestern |              |
| 2                                 | 53     | Langston Walker  | T     | California   | Da Tampa Bay |
| 2                                 | 55     | Doug Jolley      | TE    | BYU          |              |
| 5                                 | 147    | Kenyon Coleman   | DE    | UCLA         |              |

## Calendario
| Stagione regolare |                        |                    |                    |
| Turno             | Avversario             | Risultato          | Record             |
| 1                 | Seattle Seahawks       | V 31–17            | 1–0                |
| 2                 | at Pittsburgh Steelers | V 30–17            | 2–0                |
| 3                 | Settimana di pausa     | Settimana di pausa | Settimana di pausa |
| 4                 | Tennessee Titans       | V 52–25            | 3–0                |
| 5                 | at Buffalo Bills       | V 49–31            | 4–0                |
| 6                 | at St. Louis Rams      | S 28–13            | 4–1                |
| 7                 | San Diego Chargers     | S 27–21 (dts)      | 4–2                |
| 8                 | at Kansas City Chiefs  | S 20–10            | 4–3                |
| 9                 | San Francisco 49ers    | S 23–20 (dts)      | 4–4                |
| 10                | at Denver Broncos      | V 34–10            | 5–4                |
| 11                | New England Patriots   | V 27–20            | 6–4                |
| 12                | at Arizona Cardinals   | V 41–20            | 7–4                |
| 13                | New York Jets          | V 26–20            | 8–4                |
| 14                | at San Diego Chargers  | V 27–7             | 9–4                |
| 15                | at Miami Dolphins      | S 23–17            | 9–5                |
| 16                | Denver Broncos         | V 28–16            | 10–5               |
| 17                | Kansas City Chiefs     | V 24–0             | 11–5               |

## Classifiche
| AFC West Division   |    |   |   |      |     |      |     |     |     |
|                     | V  | S | P | %    | DIV | CONF | PF  | PS  | STR |
| (1) Oakland Raiders | 11 | 5 | 0 | .688 | 4–2 | 9–3  | 450 | 304 | W2  |
| Denver Broncos      | 9  | 7 | 0 | .563 | 3–3 | 5–7  | 392 | 344 | W1  |
| San Diego Chargers  | 8  | 8 | 0 | .500 | 3–3 | 6–6  | 333 | 367 | L4  |
| Kansas City Chiefs  | 8  | 8 | 0 | .500 | 2–4 | 6–6  | 467 | 399 | L1  |

## Premi
- Rich Gannon:

MVP della NFL